# Провірус
Провірус (від грецького слова — перед, раніше, замість і віруси) — латентна (прихована) неінфекційна форма існування вірусу або помірного бактеріофага (фага; в цьому випадку він називається профагом) в клітині. Являє собою цілий геном, ДНК (дезоксирибонуклеїнову кислоту) вірусу (у онкорнавірусів ДНК-копію генома-РНК, рибонуклеїнової кислоти), вбудований в геном клітини-хазяїна; реплікується і передається з ним із покоління в покоління як єдине ціле. Провірус перебуває під контролем клітини, і тільки частина його генів може функціонувати. Останні можуть спричинити спадкові зміни деяких властивостей клітини: у випадку пухлинотворного вірусу відбувається її трансформація, а у випадку помірного фага — лізогенна конверсія. Під дією деяких факторів провірус або профаг активізується, і вірусний геном звільнюється (починають працювати один за одним всі його гени), з'являються інфекційні вірусні частинки; виникає звичайний інфекційний процес і клітина гине.